# Flags of the World
Flags of the World (o FOTW) è il maggior sito Internet dedicato alla vessillologia, contenente informazioni su pressoché ogni tipo di bandiera. Attualmente contiene più di 50.000 pagine sulle bandiere e più di 100.000 immagini di bandiere. FOTW è membro effettivo della FIAV (Federazione Internazionale Associazioni Vessillologiche) dal 2001.
FOTW è un esempio riuscito di collaborazione di una comunità tematica internazionale. Poiché è nato nel 1993, quindi molto prima delle tecnologie di web collaboration come blog o wiki, è basato sulla preparazione fuori linea di pagine ed immagini a cura della redazione e coordinata dal Direttore. Dalla sua fondazione FOTW ha avuto due Direttori: il fondatore Giuseppe Bottasini e l'attuale Direttore Rob Raeside.
La principale fonte di informazioni per FOTW sono i contributi per la mailing list, che ha attualmente più di 800 membri. Il sito è curato da una redazione formata da un gruppo di volontari e da un Direttore e viene aggiornato ogni settimana con nuovo materiale. A causa della gran quantità di informazioni, la redazione può impiegare del tempo e quindi FOTW potrebbe contenere dati non aggiornati.
(Giuseppe Bottasini)
.
Esiste un sito principale di FOTW, ma esistono anche parecchi mirror.